# Oficina de Investigación Naval
La Oficina de Investigación Naval (ONR por sus siglas en inglés) con sede en Arlington, Virginia, es una oficina del Departamento de la Armada de los Estados Unidos que coordina, ejecuta, y promueve la ciencia y los programas de tecnología de las corporaciones de la armada de los Estados Unidos a través de escuelas, laboratorios del gobierno, y ONG.
La ONR, como es frecuentemente llamada, reporta al Secretario de la Armada de los Estados Unidos por medio del secretario asistente de la Armada. La ONR realiza su misión por medio de:
- Departamentos de Ciencia y Tecnología
- Programas empresariales de la ONR
- Laboratorio de Investigación Naval de los Estados Unidos
- Oficina global de la ONR.

En 2007, se desarrolló un Plan estratégico de la Armada para describir cómo la ONR permitirá los conceptos operacionales del futuro de las Corporaciones de la Armada. Es una estrategia en equipo que provee un enfoque muy fuerte para el futuro, pero también conserva una suficiente flexibilidad y libertad de acción para permitir a la ONR hacerse cargo de retos futuros o cambiar el curso según las indicaciones de los directivos de la Armada.